# Дживелегов, Алексей Карпович
Алексей Карпович (Карапетович) Дживелегов (14 [26] марта 1875, Нахичевань-на-Дону  — 14 декабря 1952, Москва) — русский и советский историк армянского происхождения, политический деятель, член ЦК партии кадетов, главный специалист в руководстве партии кадетов по муниципальной политике, в дальнейшем, советский историк и искусствовед, доктор искусствоведения (1936), переводчик.

## Биография
Родился в армянской семье в Ростове-на-Дону.
В 1893—1897 годах учился на историко-филологическом факультете Московского университета. Ученик П. Г. Виноградова. Согласно ЭСБЕ, «Оставлению его при университете помешало армянское происхождение».
Внёс большой вклад в издание Энциклопедического словаря Брокгауза и Ефрона.
Начал преподавать в 1908 году, сначала в народных университетах, затем и в вузах. До 1919 — в университете им. Шанявского, с 1919 по 1924 — профессор факультета общественных наук МГУ, затем — на Высших государственных литературных курсах.
Был не только членом ЦК кадетской партии, но и крупнейшим специалистом в руководстве кадетской партии по муниципальной политике. С весны 1917 года до весны 1918 года редактировал Вестник Всероссийского союза городов «Город». В состав его редколлегии входили многие известные учёные. Среди них были, в частности: биохимик, физиолог и будущий академик А. Н. Бах, один из основоположников коммунальной гигиены в СССР А. Н. Сысин и известный историк, краевед, знаток Москвы П. В. Сытин. Это издание критически относилось к деятельности советов вообще, а к деятельности большевиков — в особенности. Оно было закрыто большевиками лишь весной 1918 года.
Как вспоминала «бабушка российского самоуправления» Т. М. Говоренкова, когда она начала восстанавливать по библиотечным и архивным источникам труды и судьбы членов редколлегии упоминавшегося выше издания «Город», то о половине из них она не нашла сведений. Не осталось, по её словам, буквально ничего.
Через некоторое время после Октябрьского переворота отошёл от политической деятельности.
Ранние работы Дживелегова посвящены в основном проблемам западноевропейского средневекового города. В дальнейшем научные интересы Дживелегова затрагивали главным образом историю западноевропейской культуры, особенно культуры Возрождения. Редактор и автор отдельных статей в сборниках «Отечественная война и русское общество» и «Великая реформа» (оба эти сборника опубликованы в Москве в 1911 году).
Для А. К. Дживелегова как исследователя культуры Возрождения было свойственно внимание к городу как определённому «семиотическому котлу» и понимание вольного города как колыбели свободы личности и лаборатории культуры Возрождения (М., 1924). В качестве главной составляющей перехода от феодального уклада к городскому Дживелегов видел возрастание степеней свободы.
Составитель хрестоматии по культуре европейского Возрождения («Возрождение», М., 1924). Перевёл «Фацетии» Поджо Браччолини.
В начале 1930-х годов участвовал в переиздании томов Энциклопедического словаря Гранат. В частности, был ответственным редактором тридцать шестого тома (часть первая поступила в производство 9 мая 1931 года, вышла в свет в ноябре 1932 года).
Ряд работ Дживелегова посвящён политологии, в том числе армянскому вопросу.
Член-корреспондент АН Армянской ССР.
Скончался в Москве от инсульта, похоронен в колумбарии Новодевичьего кладбища (старая территория).

## Награды
- Орден Трудового Красного Знамени (25 марта 1945) — за многолетнюю плодотворную научную и педагогическую деятельность в области литературы и искусства, в связи с 70-летием со дня рождения
- Орден Трудового Красного Знамени (10 июня 1945)

## Избранная библиография
- Городская община в средние века. М., 1901.
- Средневековые города в Западной Европе. СПб., 1902.
- Торговля на Западе в средние века. СПб., 1904.
- Армяне в России. М., Труд и воля, 1906.
- Бисмарк и Лассаль. К истории всеобщего избирательного права. — М., 1906.
- Начало итальянского Возрождения. М., 1908.
  - 2-е издание, переработанное Архивная копия от 19 марта 2022 на Wayback Machine. — М., 1924.
- История современной Германии в 2-х ч. СПб., 1908, 1910.
- Городское дело. Журнал, Пг., 1911.
- Александр I и Наполеон. М., 1915.
- Немецкая культура и война. М., 1915.
- Город. Двухнедельное издание Всероссийского союза городов по вопросам муниципальной жизни. М., 1917, № 1-8.
- Город. Вестник Всероссийского союза городов. М., 1918, № 5-13.
- Крестьянские движения на Западе. М., 1920.
- Вольный город в Европе. М., 1922.
- Армия Великой французской революции и её вожди. М.-Пг., 1923.
- Очерки итальянского Возрождения. М., Федерация, 1929.
- В серии ЖЗЛ:Данте Алигьери (М., 1933), Леонардо Да Винчи (М., 1935), Микеланджело (М., 1938, 1957).
- Данте Алигиери. М., 1946.
- Итальянская народная комедия (М., 1954).
- Итальянская народная комедия dell arte (М., 1962).
- Отечественная война и русское общество Архивная копия от 1 сентября 2010 на Wayback Machine;
- Армия Великой французской революции и её вожди;
- Революция и Европа Архивная копия от 25 июня 2008 на Wayback Machine;
- Революция и Бонапарт Архивная копия от 29 мая 2008 на Wayback Machine.
- Подборка работ А. К. Дживелегова в библиотеке Мошкова Архивная копия от 1 декабря 2008 на Wayback Machine
- Дживелегов А. К. Турция и Армянский вопрос = Թուրքիան և Հայկական հարցը (арм.) / Сост. Е. Минасян. — Ереван: ЕГУ, 2014. — 319 с. — ISBN 978-5-8084-1893-6.